# Football Club Stade Lausanne-Ouchy 2019-2020
Questa voce raccoglie le informazioni riguardanti il Football Club Stade Lausanne-Ouchy nelle competizioni ufficiali della stagione 2019-2020.

## Stagione
Nella stagione 2019-2020 il Stade Lausanne-Ouchy, allenato da Andrea Binotto e Stefano Maccoppi, concluse il campionato di Challenge League al 7º posto. In Coppa Svizzera il Stade Lausanne-Ouchy fu eliminato agli ottavi di finale dal Basilea.

## Rosa
| N. |                                 | Ruolo | Calciatore        |
| -- | ------------------------------- | ----- | ----------------- |
| 5  | Kosovo (bandiera)               | D     | Lavdrim Hajrulahu |
| 6  | Svizzera (bandiera)             | C     | Quentin Gaillard  |
| 7  | Brasile (bandiera)              | C     | Carlos Lima       |
| 7  | Francia (bandiera)              | C     | Andy Laugeois     |
| 8  | Belgio (bandiera)               | C     | Andrea Mutombo    |
| 9  | Bosnia ed Erzegovina (bandiera) | A     | Marko Maletić     |
| 10 | Spagna (bandiera)               | C     | Parapar           |
| 11 | Francia (bandiera)              | A     | Yanis Lahiouel    |
| 13 | Comore (bandiera)               | C     | Rafidine Abdullah |
| 14 | Francia (bandiera)              | D     | Steve Samandjeu   |
| 17 | Costa d'Avorio (bandiera)       | A     | Konan Oussou      |
| 18 | Portogallo (bandiera)           | P     | Barroca           |
| 19 | Svizzera (bandiera)             | C     | Marco Delley      |
| 20 | Capo Verde (bandiera)           | D     | Dylan Tavares     |
| 21 | Francia (bandiera)              | D     | Axel Danner       |

| N. |                       | Ruolo | Calciatore        |
| -- | --------------------- | ----- | ----------------- |
| 24 | Svizzera (bandiera)   | C     | Roland Ndongo     |
| 25 | Svizzera (bandiera)   | A     | Zeki Amdouni      |
| 26 | Svizzera (bandiera)   | C     | Michaël Perrier   |
| 27 | Portogallo (bandiera) | P     | José Moreira      |
| 27 | Svizzera (bandiera)   | P     | Bozidar Vukovic   |
| 28 | Svizzera (bandiera)   | C     | Karim Gazzetta    |
| 29 | Svizzera (bandiera)   | A     | Allan Eleouet     |
| 33 | Svizzera (bandiera)   | P     | Christophe Guedes |
| 34 | Svizzera (bandiera)   | D     | Bijan Dalvand     |
| 55 | Svizzera (bandiera)   | D     | Christopher Mfuyi |
| 77 | Francia (bandiera)    | D     | William Le Pogam  |
|    | Svizzera (bandiera)   | P     | Serge Emptaz      |
|    | Svizzera (bandiera)   | D     | Brandon Messina   |
|    | Tunisia (bandiera)    | C     | Ahmed Mejri       |
|    | Svizzera (bandiera)   | C     | Justin Vallelian  |

## Organigramma societario
Area tecnica
- Allenatore: Stefano Maccoppi
- Allenatore in seconda: Alexandre Badibanga
- Preparatore dei portieri: Thierry Baur
- Preparatori atletici:

## Calciomercato

### Sessione estiva
| Acquisti | Acquisti          | Acquisti        | Acquisti |
| R.       | Nome              | da              | Modalità |
| -------- | ----------------- | --------------- | -------- |
| D        | Christopher Mfuyi | Servette        |          |
| D        | William Le Pogam  | Neuchâtel Xamax |          |
| A        | Konan Oussou      | Sion            |          |
| C        | Carlos Lima       | Losanna U18     |          |
| D        | Bijan Dalvand     | Zurigo II       |          |
| A        | Zeki Amdouni      | Étoile Carouge  |          |
| P        | Barroca           | Meyrin          |          |
| A        | Karim Chentouf    | Stade Nyonnais  |          |
| C        | Marco Delley      | Stade Nyonnais  |          |
| A        | Allan Eleouet     | Yverdon         |          |
| C        | Karim Gazzetta    | Winterthur      |          |
| D        | Jérémy Manière    | Losanna         |          |
| D        | Brandon Messina   | Echichens       |          |

| Cessioni | Cessioni                 | Cessioni                | Cessioni |
| R.       | Nome                     | a                       | Modalità |
| -------- | ------------------------ | ----------------------- | -------- |
| A        | Karim Chentouf           | Lancy                   |          |
| C        | Daniel Márcio Fernandes  | Echallens               |          |
| C        | Alexander de Groot       | Echallens               |          |
| C        | Samuel Gomis             | Étoile Carouge          |          |
| P        | José Moreira             | Stade Lausanne-Ouchy II |          |
| D        | Caine Keller             | Tuggen                  |          |
| C        | Ahmed Mejri              | Vevey United            |          |
| A        | Quentin Rushenguziminega | Echallens               |          |
| C        | Zaku Fungilo             | Echallens               |          |

### Sessione invernale
| Acquisti | Acquisti      | Acquisti | Acquisti |
| R.       | Nome          | da       | Modalità |
| -------- | ------------- | -------- | -------- |
| A        | Marko Maletić | Paris FC |          |

| Cessioni | Cessioni      | Cessioni          | Cessioni |
| R.       | Nome          | a                 | Modalità |
| -------- | ------------- | ----------------- | -------- |
| C        | Nicolas Tebib | Concordia Basilea |          |
| D        | Ferid Matri   | Lancy             |          |
| C        | Blerim Iseni  | Bavois            |          |

## Risultati

### Challenge League

#### Prima fase, girone di andata
| Arbitro: | Gianforte |

|                              |           |                    |
| Khalifa 14’ (rig.) Pusic 55’ | Marcatori | 89’ (rig.) Mutombo |

| Arbitro: | Horisberger |

|            |           |                           |
| Parapar 9’ | Marcatori | 62’ (rig.), 77’ Sliskovic |

| Arbitro: | von Mandach |

|                               |           |                                    |
| Amdouni 28’, 51’ Gazzetta 33’ | Marcatori | 12’ Coulibaly 20’ Çiçek 40’ Sutter |

| Arbitro: | Schärli |

|                             |           |  |
| Stojilković 12’ Abedini 90’ | Marcatori |  |

| Arbitro: | Kanagasingam |

|  |           |            |
|  | Marcatori | 90’ Delley |

| Arbitro: | Piccolo |

|                                     |           |  |
| Parapar 56’ Gazzetta 59’ Oussou 82’ | Marcatori |  |

| Arbitro: | Horisberger |

|                            |           |  |
| Parapar 5’ Ndongo 31’, 71’ | Marcatori |  |

| Arbitro: | Jancevski |

|                  |           |           |
| Schindelholz 35’ | Marcatori | 4’ Danner |

| Arbitro: | Gianforte |

|                 |           |              |
| Perrier 3’, 39’ | Marcatori | 9’ Follonier |

#### Prima fase, girone di ritorno
| Arbitro: | Cibelli |

|                                       |           |                           |
| Gajić 44’ (rig.) Çiçek 53’ Schmid 73’ | Marcatori | 82’ Gaillard 85’ Gazzetta |

| Arbitro: | Kanagasingam |

|  |           |                           |
|  | Marcatori | 18’, 26’, 73’ Stojilković |

| Arbitro: | Dudic |

|                                                                           |           |  |
| Turkeš 25’ Schneuwly 37’ Zeqiri 51’ Pogam 78’ (aut.) Dominguez 90’ (rig.) | Marcatori |  |

| Arbitro: | Schärli |

|  |           |                                         |
|  | Marcatori | 57’ (rig.) Neumayr 79’ (aut.) Hajrulahu |

| Arbitro: | Wolfensberger |

|                                   |           |  |
| Elvedi 25’ Abubakar 30’ Tadić 45’ | Marcatori |  |

| Arbitro: | Gianforte |

|                  |           |                         |
| Marzouk 21’, 41’ | Marcatori | 36’ Ndongo 54’ Lahiouel |

| Arbitro: | Piccolo |

|  |           |            |
|  | Marcatori | 68’ Cabral |

| Arbitro: | Schärli |

|               |           |                           |
| Sliskovic 21’ | Marcatori | 64’ Lahiouel 67’ Gazzetta |

| Arbitro: | Horisberger |

|                           |           |  |
| Gazzetta 25’ Lahiouel 67’ | Marcatori |  |

#### Seconda fase, girone di andata
| Arbitro: | Horisberger |

|  |           |                  |
|  | Marcatori | 57’, 77’ Neumayr |

| Arbitro: | Turkeš |

|            |           |                         |
| Padula 58’ | Marcatori | 41’ Lahiouel 60’ Ndongo |

| Arbitro: | Bieri |

|                                         |           |          |
| Lahiouel 10’, 60’ Danner 36’ Delley 63’ | Marcatori | 83’ Njie |

| Arbitro: | Huwiler |

|              |           |  |
| Sliskovic 6’ | Marcatori |  |

| Arbitro: | von Mandach |

|              |           |              |
| Gaillard 41’ | Marcatori | 15’ Schwizer |

| Arbitro: | Jancevski |

|                |           |            |
| Ndongo 4’, 56’ | Marcatori | 3’ Almeida |

| Arbitro: | von Mandach |

|                                  |           |                         |
| Perrier 39’ (aut.) Follonier 55’ | Marcatori | 37’ Dalvand 87’ Tavares |

| Arbitro: | Cibelli |

|            |           |           |
| Delley 32’ | Marcatori | 65’ Imeri |

| Losanna 30 giugno 2020, ore 20:30 CEST 27ª giornata | Losanna   | 0 – 0 referto | Stade Lausanne-Ouchy | Stade Olympique de la Pontaise (1 000 spett.)\| Arbitro: \| Jancevski \| |
| Arbitro:                                            | Jancevski |               |                      |                                                                          |

#### Seconda fase, girone di ritorno
| Arbitro: | Kanagasingam |

|                      |           |                     |
| Oussou 7’ Delley 71’ | Marcatori | 2’ Bühler 90’ Buess |

| Arbitro: | Staubli |

|                                                     |           |  |
| Chagas 25’ (rig.), 65’ (rig.) Gjorgjev 68’ Fehr 85’ | Marcatori |  |

| Arbitro: | Turkeš |

|                                                                     |           |             |
| Dorn 11’ Barroca 15’ (aut.) Coulibaly 25’, 39’ Samandjeu 55’ (aut.) | Marcatori | 51’ Amdouni |

| Arbitro: | Huwiler |

|              |           |                         |
| Lahiouel 63’ | Marcatori | 44’ Padula 47’ von Moos |

| Arbitro: | Turkeš |

|              |           |                                     |
| Zverotić 84’ | Marcatori | 5’ Parapar 37’ Laugeois 48’ Maletić |

| Arbitro: | von Mandach |

|                          |           |  |
| Hajrulahu 48’ Delley 84’ | Marcatori |  |

| Arbitro: | Jancevski |

|                              |           |                                 |
| Müller 52’ Tahipi 90’ (rig.) | Marcatori | 65’ (rig.) Maletić 67’ Abdullah |

| Arbitro: | Wolfensberger |

|  |           |                                                           |
|  | Marcatori | 15’ (aut.) Maletić 51’ Boranijašević 65’ Pasche 90’ Gétaz |

| Arbitro: | Schärli |

|                       |           |                    |
| Antunes 43’, 54’, 60’ | Marcatori | 66’ (rig.) Mutombo |

### Coppa Svizzera
| Perly-Certoux 17 agosto 2019, ore 18:00 CEST Primo turno                               | Perly-Certoux | 0 – 5 referto                                        | Stade Lausanne-Ouchy | Stade municipal de Perly (350 spett.) |
| \| \| \| \| \| \| Marcatori \| 15’, 63’ Samandjeu 60’, 75’ Ndongo 90’ (rig.) Oussou \| |               |                                                      |                      |                                       |
|                                                                                        |               |                                                      |                      |                                       |
|                                                                                        | Marcatori     | 15’, 63’ Samandjeu 60’, 75’ Ndongo 90’ (rig.) Oussou |                      |                                       |

| Arbitro: | Schärli |

|                          |           |                                                |
| Siegrist 22’ Berisha 40’ | Marcatori | 43’ (rig.) Oussou 84’ Amdouni 86’, 90’ Eleouet |

| Arbitro: | Klossner |

|             |           |                     |
| Eleouet 63’ | Marcatori | 76’ Frei 90’ Okafor |

## Statistiche

### Statistiche di squadra
| Competizione     | Punti | In casa | In casa | In casa | In casa | In casa | In casa | In trasferta | In trasferta | In trasferta | In trasferta | In trasferta | In trasferta | Totale | Totale | Totale | Totale | Totale | Totale | DR  |
| Competizione     | Punti | G       | V       | N       | P       | Gf      | Gs      | G            | V            | N            | P            | Gf           | Gs           | G      | V      | N      | P      | Gf     | Gs     | DR  |
| ---------------- | ----- | ------- | ------- | ------- | ------- | ------- | ------- | ------------ | ------------ | ------------ | ------------ | ------------ | ------------ | ------ | ------ | ------ | ------ | ------ | ------ | --- |
| Challenge League | 42    | 18      | 7       | 4       | 7       | 27      | 26      | 18           | 4            | 5            | 9            | 20           | 38           | 36     | 11     | 9      | 16     | 47     | 64     | -17 |
| Coppa Svizzera   | -     | 1       | 0       | 0       | 1       | 1       | 2       | 2            | 2            | 0            | 0            | 9            | 2            | 3      | 2      | 0      | 1      | 10     | 4      | +6  |
| Totale           | 42    | 19      | 7       | 4       | 8       | 28      | 28      | 20           | 6            | 5            | 9            | 29           | 40           | 39     | 13     | 9      | 17     | 57     | 68     | -11 |

### Andamento in campionato
| Giornata  | 1 | 2 | 3 | 4  | 5 | 6 | 7 | 8 | 9 | 10 | 11 | 12 | 13 | 14 | 15 | 16 | 17 | 18 | 19 | 20 | 21 | 22 | 23 | 24 | 25 | 26 | 27 | 28 | 29 | 30 | 31 | 32 | 33 | 34 | 35 | 36 |
| --------- | - | - | - | -- | - | - | - | - | - | -- | -- | -- | -- | -- | -- | -- | -- | -- | -- | -- | -- | -- | -- | -- | -- | -- | -- | -- | -- | -- | -- | -- | -- | -- | -- | -- |
| Luogo     | T | C | C | T  | T | C | C | T | C | T  | C  | T  | C  | T  | T  | C  | T  | C  | C  | T  | C  | T  | C  | C  | T  | C  | T  | C  | T  | T  | C  | T  | C  | T  | C  | T  |
| Risultato | P | P | N | P  | V | V | V | N | V | P  | P  | P  | P  | P  | N  | P  | V  | V  | P  | V  | V  | P  | N  | V  | N  | N  | N  | N  | P  | P  | P  | V  | V  | N  | P  | P  |
| Posizione | 8 | 9 | 9 | 10 | 8 | 7 | 4 | 5 | 4 | 5  | 6  | 6  | 9  | 8  | 8  | 8  | 8  | 8  | 8  | 8  | 7  | 7  | 7  | 5  | 5  | 5  | 6  | 7  | 7  | 8  | 8  | 7  | 7  | 7  | 7  | 7  |

Legenda:

Luogo: C = Casa; T = Trasferta. Risultato: V = Vittoria; N = Pareggio; P = Sconfitta.

### Statistiche dei giocatori
| Giocatore     | Challenge League | Challenge League | Challenge League | Challenge League | Coppa Svizzera | Coppa Svizzera | Coppa Svizzera | Coppa Svizzera | Totale   | Totale | Totale      | Totale     |
| Giocatore     | Presenze         | Reti             | Ammonizioni      | Espulsioni       | Presenze       | Reti           | Ammonizioni    | Espulsioni     | Presenze | Reti   | Ammonizioni | Espulsioni |
| ------------- | ---------------- | ---------------- | ---------------- | ---------------- | -------------- | -------------- | -------------- | -------------- | -------- | ------ | ----------- | ---------- |
| R. Abdullah   | 8                | 1                | 2                | 0                | 0              | 0              | 0              | 0              | 8        | 1      | 2           | 0          |
| A. Albisua    | 0                | 0                | 0                | 0                | 0              | 0              | 0              | 0              | 0        | 0      | 0           | 0          |
| Z. Amdouni    | 24               | 3                | 3                | 1                | 3              | 1              | 0              | 0              | 27       | 4      | 3           | 1          |
| M. Asllani    | 0                | 0                | 0                | 0                | 0              | 0              | 0              | 0              | 0        | 0      | 0           | 0          |
| E. Avdic      | 2                | 0                | 0                | 0                | 0              | 0              | 0              | 0              | 2        | 0      | 0           | 0          |
| G. Bamba      | 0                | 0                | 0                | 0                | 0              | 0              | 0              | 0              | 0        | 0      | 0           | 0          |
| J. Barroca    | 26               | 0                | 0                | 0                | 3              | 0              | 0              | 0              | 29       | 0      | 0           | 0          |
| L. Chatelain  | 2                | 0                | 0                | 0                | 0              | 0              | 0              | 0              | 2        | 0      | 0           | 0          |
| B. Dalvand    | 28               | 1                | 3                | 0                | 1              | 0              | 0              | 0              | 29       | 1      | 3           | 0          |
| A. Danner     | 23               | 2                | 9                | 0                | 2              | 0              | 0              | 0              | 25       | 2      | 9           | 0          |
| M. Delley     | 22               | 5                | 2                | 1                | 2              | 0              | 0              | 0              | 24       | 5      | 2           | 1          |
| S. Efendić    | 0                | 0                | 0                | 0                | 0              | 0              | 0              | 0              | 0        | 0      | 0           | 0          |
| A. Eleouet    | 15               | 0                | 1                | 0                | 2              | 3              | 0              | 0              | 17       | 3      | 1           | 0          |
| S. Emptaz     | 0                | 0                | 0                | 0                | 0              | 0              | 0              | 0              | 0        | 0      | 0           | 0          |
| Q. Gaillard   | 35               | 2                | 5                | 0                | 3              | 0              | 1              | 0              | 38       | 2      | 6           | 0          |
| K. Gazzetta   | 32               | 5                | 4                | 0                | 2              | 0              | 0              | 0              | 34       | 5      | 4           | 0          |
| C. Guedes     | 10               | 0                | 0                | 0                | 0              | 0              | 0              | 0              | 10       | 0      | 0           | 0          |
| L. Hajrulahu  | 21               | 1                | 1                | 0                | 1              | 0              | 0              | 0              | 22       | 1      | 1           | 0          |
| I. Harambasic | 0                | 0                | 0                | 0                | 0              | 0              | 0              | 0              | 0        | 0      | 0           | 0          |
| B. Iseni      | 3                | 0                | 0                | 0                | 1              | 0              | 0              | 0              | 4        | 0      | 0           | 0          |
| E. Karadagli  | 1                | 0                | 0                | 0                | 0              | 0              | 0              | 0              | 1        | 0      | 0           | 0          |
| A. Khiari     | 1                | 0                | 0                | 0                | 0              | 0              | 0              | 0              | 1        | 0      | 0           | 0          |
| Y. Lahiouel   | 32               | 7                | 4                | 0                | 1              | 0              | 0              | 0              | 33       | 7      | 4           | 0          |
| A. Laugeois   | 31               | 1                | 5                | 1                | 3              | 0              | 0              | 0              | 34       | 1      | 5           | 1          |
| C. Lima       | 1                | 0                | 0                | 0                | 0              | 0              | 0              | 0              | 1        | 0      | 0           | 0          |
| M. Maletić    | 12               | 2                | 3                | 0                | 0              | 0              | 0              | 0              | 12       | 2      | 3           | 0          |
| J. Manière    | 14               | 0                | 2                | 0                | 2              | 0              | 0              | 0              | 16       | 0      | 2           | 0          |
| F. Matri      | 4                | 0                | 1                | 0                | 1              | 0              | 0              | 0              | 5        | 0      | 1           | 0          |
| M. Mazzeo     | 0                | 0                | 0                | 0                | 0              | 0              | 0              | 0              | 0        | 0      | 0           | 0          |
| Y. Mbombo     | 0                | 0                | 0                | 0                | 0              | 0              | 0              | 0              | 0        | 0      | 0           | 0          |
| A. Mejri      | 0                | 0                | 0                | 0                | 0              | 0              | 0              | 0              | 0        | 0      | 0           | 0          |
| C. Mfuyi      | 15               | 0                | 4                | 0                | 0              | 0              | 0              | 0              | 15       | 0      | 4           | 0          |
| J. Moreira    | 0                | 0                | 0                | 0                | 0              | 0              | 0              | 0              | 0        | 0      | 0           | 0          |
| A. Mutombo    | 14               | 2                | 3                | 0                | 0              | 0              | 0              | 0              | 14       | 2      | 3           | 0          |
| R. Ndongo     | 29               | 6                | 2                | 0                | 3              | 2              | 1              | 0              | 32       | 8      | 3           | 0          |
| K. Oussou     | 18               | 2                | 2                | 0                | 3              | 2              | 1              | 0              | 21       | 4      | 3           | 0          |
| P. Parapar    | 31               | 4                | 4                | 0                | 3              | 0              | 0              | 0              | 34       | 4      | 4           | 0          |
| M. Perrier    | 32               | 2                | 5                | 0                | 1              | 0              | 0              | 0              | 33       | 2      | 5           | 0          |
| W. Pogam      | 18               | 0                | 3                | 0                | 2              | 0              | 0              | 0              | 20       | 0      | 3           | 0          |
| M. Qarri      | 0                | 0                | 0                | 0                | 0              | 0              | 0              | 0              | 0        | 0      | 0           | 0          |
| S. Ramović    | 0                | 0                | 0                | 0                | 0              | 0              | 0              | 0              | 0        | 0      | 0           | 0          |
| C. Routis     | 0                | 0                | 0                | 0                | 0              | 0              | 0              | 0              | 0        | 0      | 0           | 0          |
| S. Samandjeu  | 10               | 0                | 6                | 0                | 2              | 2              | 0              | 0              | 12       | 2      | 6           | 0          |
| J. Schwab     | 1                | 0                | 0                | 0                | 0              | 0              | 0              | 0              | 1        | 0      | 0           | 0          |
| D. Staffoni   | 0                | 0                | 0                | 0                | 0              | 0              | 0              | 0              | 0        | 0      | 0           | 0          |
| D. Tavares    | 29               | 1                | 8                | 0                | 1              | 0              | 0              | 0              | 30       | 1      | 8           | 0          |
| L. Valle      | 2                | 0                | 0                | 0                | 0              | 0              | 0              | 0              | 2        | 0      | 0           | 0          |
| J. Vallelian  | 0                | 0                | 0                | 0                | 0              | 0              | 0              | 0              | 0        | 0      | 0           | 0          |
| B. Vukovic    | 0                | 0                | 0                | 0                | 0              | 0              | 0              | 0              | 0        | 0      | 0           | 0          |
| G. Özdemir    | 3                | 0                | 0                | 0                | 0              | 0              | 0              | 0              | 3        | 0      | 0           | 0          |